# Boceguillas (kommunhuvudort)
Boceguillas är en kommunhuvudort i Spanien.   Den ligger i provinsen Provincia de Segovia och regionen Kastilien och Leon, i den centrala delen av landet, 100 km norr om huvudstaden Madrid. Boceguillas ligger 963 meter över havet och antalet invånare är 678.
Terrängen runt Boceguillas är huvudsakligen platt. Boceguillas ligger nere i en dal. Runt Boceguillas är det mycket glesbefolkat, med 5 invånare per kvadratkilometer. Närmaste större samhälle är Riaza, 14,8 km öster om Boceguillas. 